# Condado de Caltanageta

Escudo del condado de Caltanageta

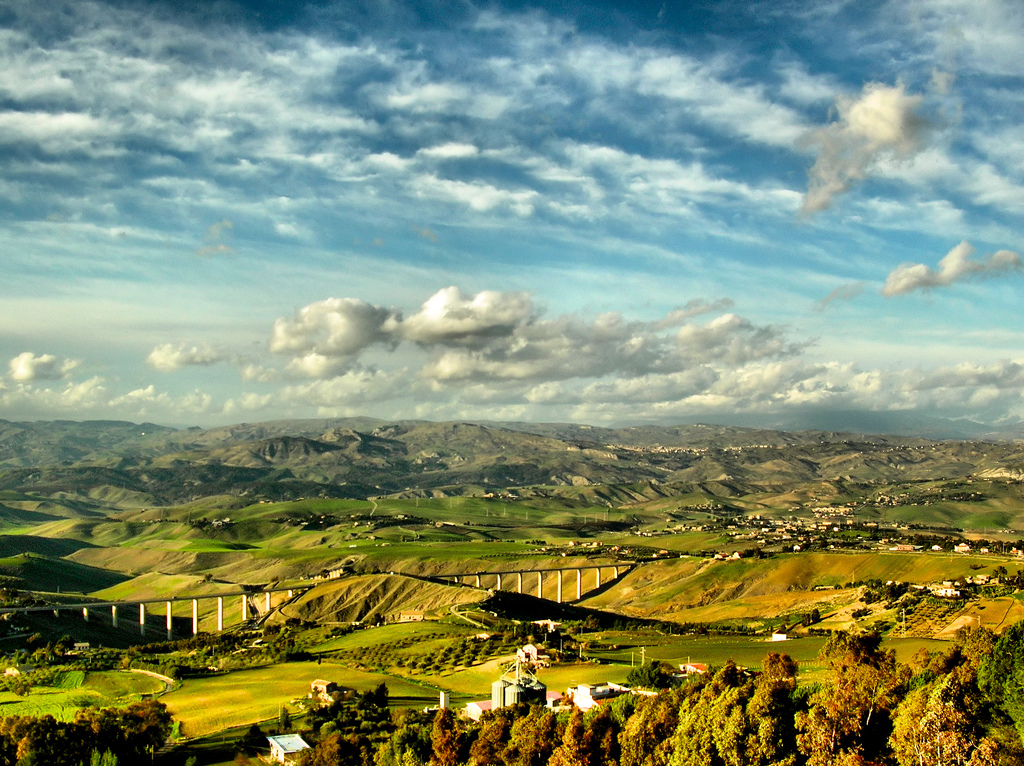
Vista de los alrededores de Caltanisseta.

El condado de Caltanageta (del italiano: contea di Caltanissetta) es un título nobiliario italiano. Su nombre se refiere al municipio italiano de Caltanissetta, en la siciliana provincia homónima.
En Italia el título recayó en la casa de Paternò, emparentada en España con la casa de los Vélez, que se unió a la casa de Villafranca del Bierzo, en la que finalmente revirtió la casa de Medina Sidonia.

## Condes de Caltanissetta
- Antonio Moncada, conde de Caltanageta.

- Fernando de Aragón y Moncada, conde de Caltageneta.

1. Casó en Madrid (Real Capilla) el 18 de diciembre de 1664 con María Teresa Fajardo Toledo y Portugal, dama de la reina.[1]